# 1 juni
1 juni is de 152ste dag van het jaar (153ste dag in een schrikkeljaar) in de gregoriaanse kalender. Hierna volgen nog 213 dagen tot het einde van het jaar.

## Gebeurtenissen
- Algemeen
  - 1788 - Kapitein William Bligh licht het anker in de Valsbaai en zet koers naar de Oost met zijn schip de HMAV Bounty.
  - 1927 - Een hevige tornado richt grote verwoestingen aan in de Achterhoek.
  - 1941 - Farhud - Pogrom in Bagdad, gericht tegen de Joden.
  - 1952 - Een supportersbus van La Gantoise crashte ter hoogte van Grevelingen. Hierbij kwamen 35 mensen om het leven.
  - 1990 - In de Georgische hoofdstad Tbilisi vallen negentien doden en meer dan 40 gewonden nadat twee cabines van een kabelbaan naar beneden storten door een kabelbreuk.
  - 1995 - Noorwegen kampt met de ernstigste overstromingen in 125 jaar door smeltende sneeuw en zware regenval.
  - 2001 - De 12-jarige Zuid-Afrikaanse aidsactivist en -patiënt Nkosi Johnson die lange tijd het symbool voor de strijd tegen aids in Zuid-Afrika was, verliest de strijd tegen de slopende ziekte en sterft.
  - 2009 - Een Airbus A330-200 van Air France verdwijnt boven de Atlantische Oceaan plots van de radar. Bij de vliegtuigramp met vlucht AF447 komen 228 mensen om.[1] Het is de grootste vliegtuigramp met een burgervliegtuig sinds 2001.
  - 2016 - Bij de ontploffing van een autobom bij een hotel in de Somalische hoofdstad Mogadishu komen minstens twintig mensen om het leven, onder wie twee parlementsleden.
  - 2019 - De laatste filialen van supermarktketen Emté sluiten de deuren.[2]
  - 2020 - De in Nederland geldende maatregelen tegen de verspreiding van het coronavirus worden versoepeld. Zo mogen onder andere bioscopen, theaters, cafés en restaurants voor het eerst sinds 15 maart weer gasten ontvangen, met inachtneming van aangescherpte regels en richtlijnen.
  - 2023 - De acceptgirokaart verdwijnt uit het betalingsverkeer. Het formulier werd in 1977 in gebruik genomen.[3]
- Infrastructuur
  - 1978 - Opening van de Brouwerssluis in de Brouwersdam, zodat het Grevelingenmeer weer in verbinding staat met de Noordzee.
  - 1995 - Aan de oevers van de Maas, in de winterbedding, mag niet meer worden gebouwd. Minister Margreeth de Boer van VROM kondigt dat verbod af in het overleg met de provincie Limburg.
- Media
  - 1945 - Eerste nummer van de Geldersch-Overijsselsche Courant, een krant voor de Noordelijke Achterhoek, Zuid-Twente met een aparte editie Haaksbergen, Diepenheim en Markelo.
  - 1951 - De eerste cartoon van WiBo verschijnt op de voorpagina van de Volkskrant.
  - 1980 - Eerste uitzending van de Amerikaanse nieuwszender CNN van Ted Turner.
  - 2007 - RTL zendt sinds vandaag alle programma's uit in breedbeeld.
  - 2007 - De Grote Donorshow van BNN blijkt in scène te zijn gezet om het tekort aan orgaandonoren aan de kaak te stellen.
- Muziek
  - 1967 - Het Beatles-album Sgt. Pepper's Lonely Hearts Club Band komt uit in het Verenigd Koninkrijk.
- Oorlog
  - 1940 - In Nederland treedt de distributie van verschillende artikelen in werking.
  - 1962 - Israël maakt bekend dat Adolf Eichmann een dag eerder is geëxecuteerd, door middel van ophanging en dat zijn stoffelijk overschot is gecremeerd en is uitgestrooid over de Middellandse Zee.
  - 1995 - Onderhandelingen met Slobodan Milošević over de erkenning door Servië van Bosnië-Herzegovina lopen opnieuw vast. De Servische president verbindt aan de erkenning steeds hogere eisen.
- Politiek
  - 1568 - Achttien edelen worden in Brussel onthoofd in opdracht van Alva.
  - 1792 - Kentucky treedt als 15e staat toe tot de Verenigde Staten.[4]
  - 1796 - Tennessee treedt als 16e staat toe tot de Verenigde Staten.[5]
  - 1901 - De Ongevallenwet treedt in werking. De wet is de eerste markering van de verzorgingsstaat die in Nederland gestalte gaat krijgen.
  - 1902 - De grote staking van Twentse textielarbeiders verloopt. Op het hoogtepunt van de acties waren 45.000 textielarbeiders werkloos, hetzij door staking, hetzij door uitsluiting.
  - 1977 - De demissionaire minister-president drs. Joop den Uyl is door de koningin belast met de opdracht een kabinet te vormen.
  - 1984 - De Nederlandse regering besluit tot plaatsing van 48 kruisraketten, tenzij op 1 juni 1985 blijkt dat Rusland zijn arsenaal SS-20 raketten niet heeft uitgebreid (onderdeel van het zg. NAVO-Dubbelbesluit van 12 december 1979).
  - 1997 - De socialisten winnen de Franse verkiezingen. Lionel Jospin wordt door president Jacques Chirac benoemd tot premier van Frankrijk.
  - 1998 - De Europese Centrale Bank wordt opgericht met Frankfurt als vestigingsplaats.
  - 2001 - In de Nepalese hoofdstad Kathmandu vindt een bloedig drama plaats waarbij onder andere koning Birendra de dood vindt in zijn paleis. De kroonprins Dipendra raakt in coma en sterft twee dagen later. Over de ware toedracht doen vele verhalen de ronde.
  - 2002 - India heeft waarschijnlijk de beschikking over zo'n 150 kernkoppen. Het Pakistaanse arsenaal is op zijn best een derde van dit aantal. Er dreigt een conflict en de Russische president Poetin wil bemiddelen tussen Musharraf en Vajpayee.
  - 2005 - De Nederlandse burgers stemmen met een grote meerderheid (61,6 %) tegen het Verdrag tot vaststelling van een Grondwet voor Europa.
  - 2011 - FARC-commandant Guillermo Torres wordt opgepakt in Venezuela, zo maakt president Juan Manuel Santos van Colombia bekend.
  - 2017 - De Amerikaanse president Donald Trump trekt de Verenigde Staten terug uit het klimaatakkoord van Parijs.

- Recreatie

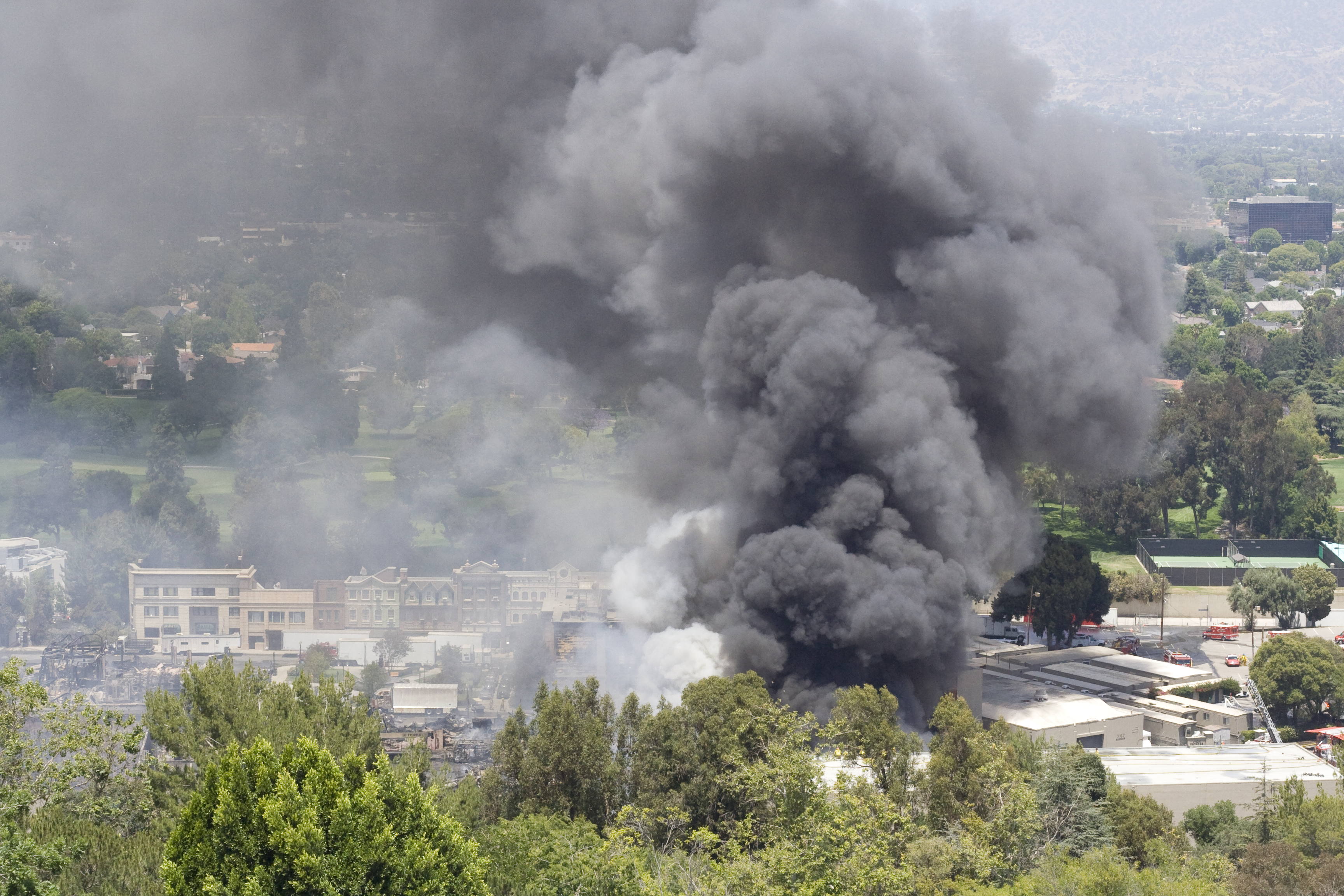
Rookpluim tijdens de brand bij Universal Studios Hollywood.

  - 1984 - In de Efteling wordt de attractie Carnaval Festival geopend.
  - 1995 - In het Disneyland Park te Parijs wordt de attractie Space Mountain geopend.
  - 2008 - Een brand in de Universal Studios Hollywood verwoest een deel van het park.
- Religie
  - 1722 - Verheffing van het Bisdom Wenen in Oostenrijk tot Aartsbisdom Wenen.
  - 1778 - Paus Pius VI creëert tien nieuwe kardinalen, onder wie de aartsbisschop van Mechelen Johann Heinrich von Frankenberg en de Franse grootaalmoezenier Lodewijk René Eduard de Rohan.
- Sport
  - 1900 - In Rotterdam besluiten enkele schooljongens tot de oprichting van voetbalclub Neptunus, die 43 jaar later ook een honkbalafdeling krijgt.
  - 1905 - Oprichting van de Spaanse voetbalclub Sporting Gijón.
  - 1918 - Oprichting van de Nederlandse amateurvoetbalvereniging Excelsior Maassluis.
  - 1929 - Oprichting van de Nederlandse amateurvoetbalvereniging en latere profvoetbalclub Achilles '29.
  - 1950 - Oprichting van de Oostenrijkse voetbalclub SV Austria Salzburg.
  - 1962 - In Kerkrade wordt profvoetbalclub Roda JC opgericht na een fusie tussen Roda Sport en Rapid JC.
  - 1977 - Oprichting van profvoetbalclub sc Heerenveen als afsplitsing van Heerenveen.
  - 1988 - Het Nederlands voetbalelftal sluit in Amsterdam de voorbereidingen op het EK voetbal 1988 af met een 2-0-overwinning op Roemenië.
  - 1988 - Rinus Israël krijgt zijn ontslag als trainer van Feyenoord.
  - 1992 - Kazachstan en Turkmenistan spelen de eerste voetbalinterland uit de geschiedenis van beide voormalige Sovjet-republieken. Het onderlinge duel eindigt in een 1-0-overwinning voor Kazachstan.
  - 1997 - Amsterdam wint de landstitel in de Nederlandse hockeyhoofdklasse door in de tweede wedstrijd van finale van de play-offs na strafballen te winnen van Hockeyclub 's-Hertogenbosch.
  - 1997 - Germinal Ekeren wint voor de eerste keer in de clubgeschiedenis de Belgische voetbalbeker door RSC Anderlecht in de finale met 4-2 te verslaan.
  - 1998 - In het tot hockeyarena omgebouwde voetbalstadion van FC Utrecht herovert de Nederlandse mannenhockeyploeg de wereldtitel door Spanje in de verlenging van de finale van het WK hockey te verslaan: 3-2. Teun de Nooijer maakt de golden goal.
  - 1998 - Het Nederlands voetbalelftal speelt in Eindhoven een oefenduel tegen Paraguay en wint met 5-1, onder meer door twee treffers van Marc Overmars.
  - 2006 - Recordinternational Claudio Suárez speelt tegen Nederland zijn 178ste en laatste interland voor het Mexicaans voetbalelftal.
- Wetenschap en technologie
  - 1836 - Charles Darwin komt aan in Kaapstad.
  - 1881 - Eerste Nederlandse openbare telefoonnetwerk wordt in gebruik genomen.
  - 1956 - De NV Alabastine Holland wordt opgericht en in Ammerzoden wordt gestart met tweedehandse Britse machines voor de productie van het vulmiddel.
  - 1965 - Ontdekking van de kosmische achtergrondstraling door Arno Allan Penzias en Robert Woodrow Wilson; deze ontdekking bevestigt de theorie van de oerknal.
  - 1975 - In Nederland worden veiligheidsgordels verplicht.
  - 2002 - Eindhoven Airport boekt in mei een recordaantal van 40.000 passagiers (september 2000 - 38.500).
  - 2004 - Treinkaartjes die aan het loket worden gekocht, worden 50 eurocent duurder. De heffing is bedoeld om het gebruik van kaartautomaten te bevorderen.
  - 2011 - NASA's spaceshuttle Endeavour landt veilig op Kennedy Space Center in Florida waarmee er een einde is gekomen aan de 25e en laatste vlucht van het ruimteveer.[6]

## Geboren

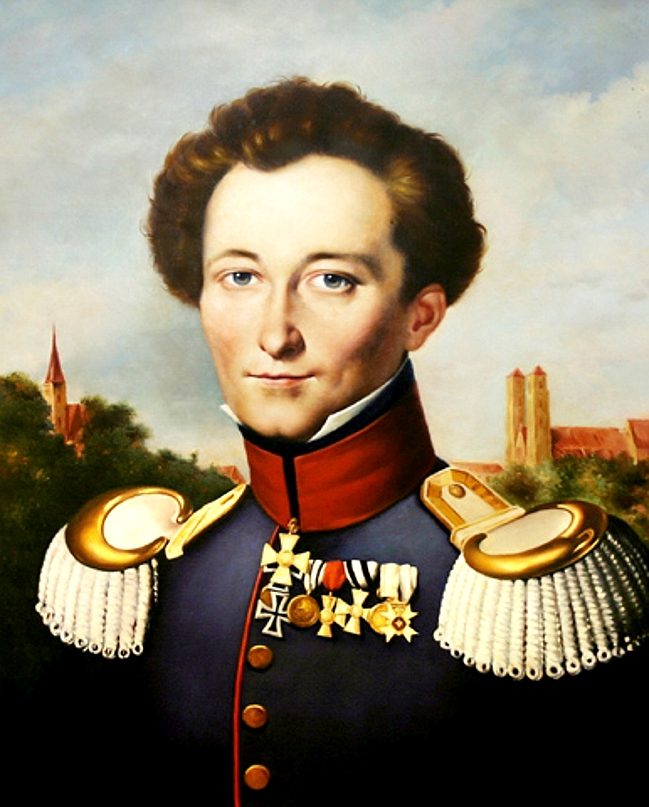
Carl von Clausewitz,
geboren in 1780

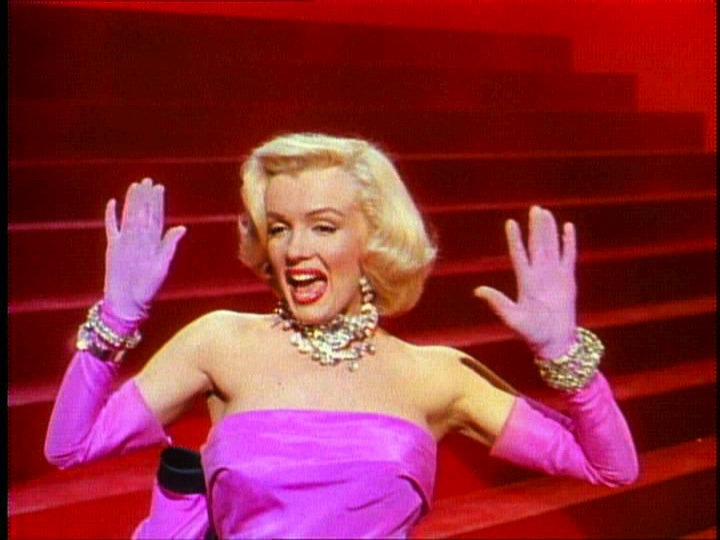
Marilyn Monroe,
geboren in 1926

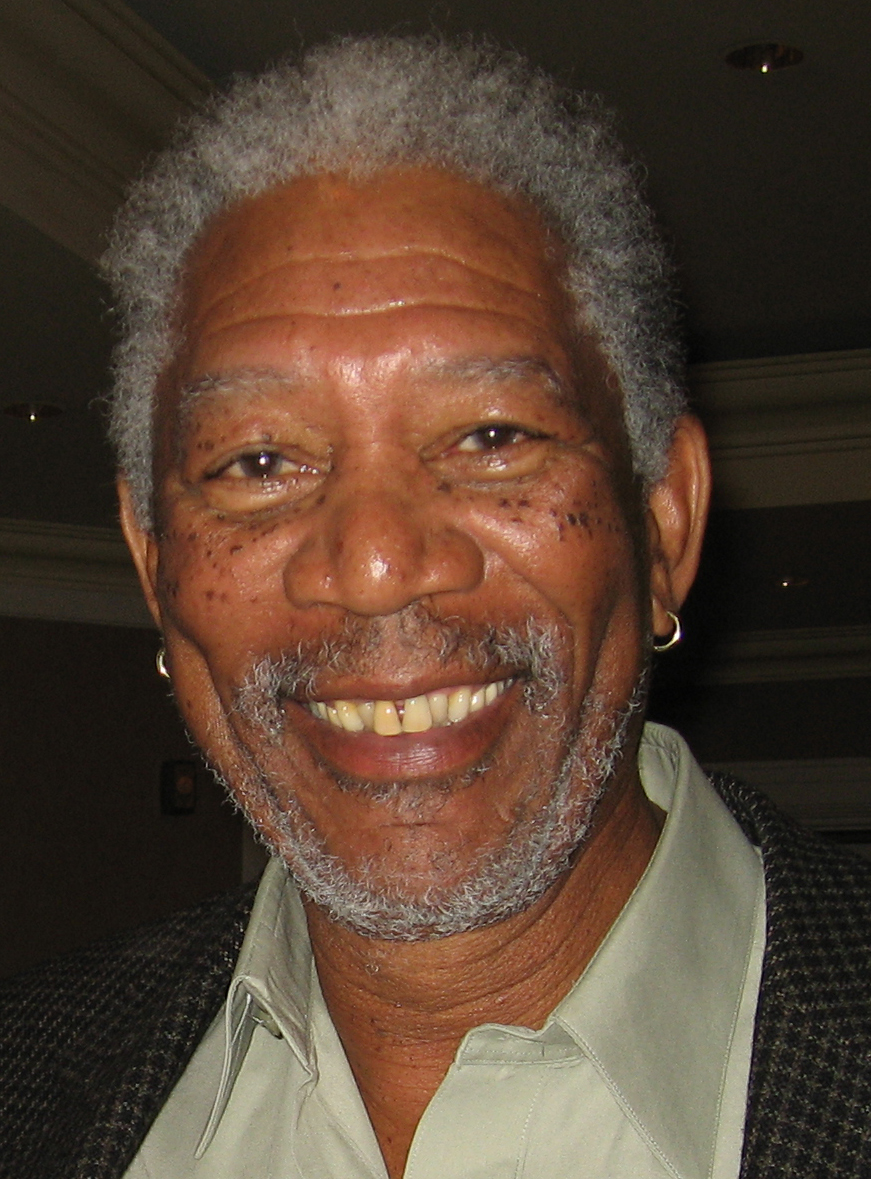
Morgan Freeman,
geboren in 1937

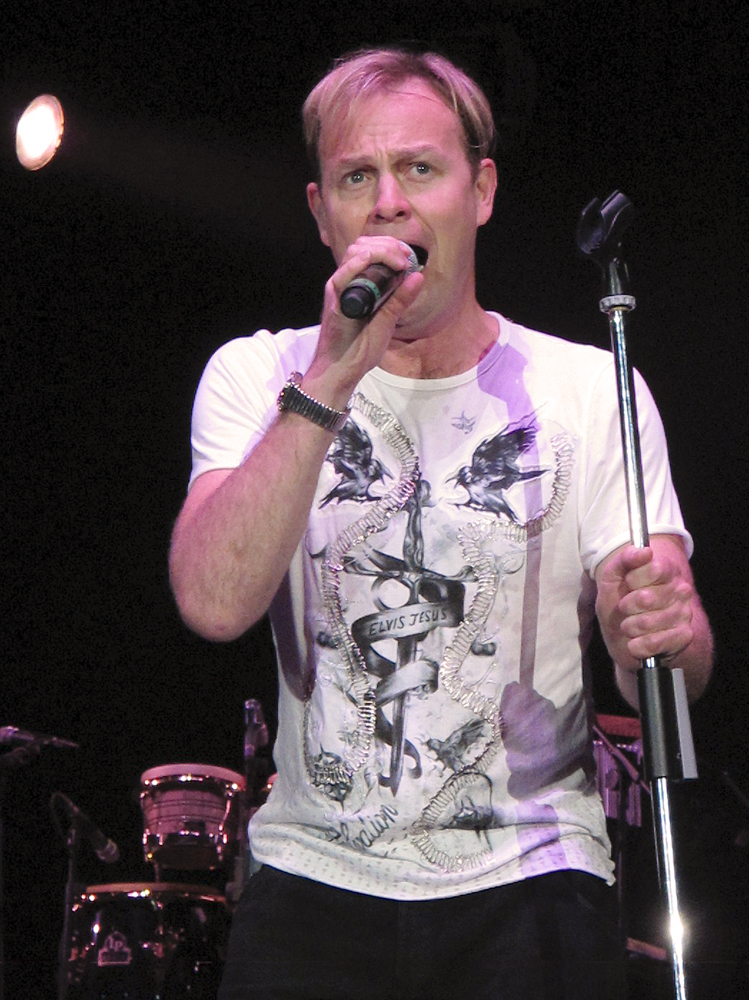
Jason Donovan,
geboren in 1968

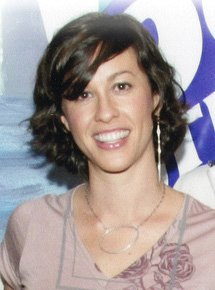
Alanis Morissette,
geboren in 1974

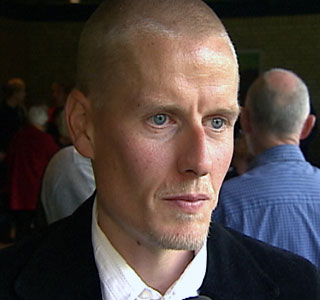
Michael Rasmussen,
geboren in 1974

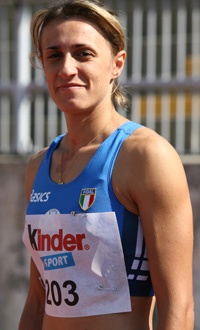
Antonietta di Martino,
geboren in 1978

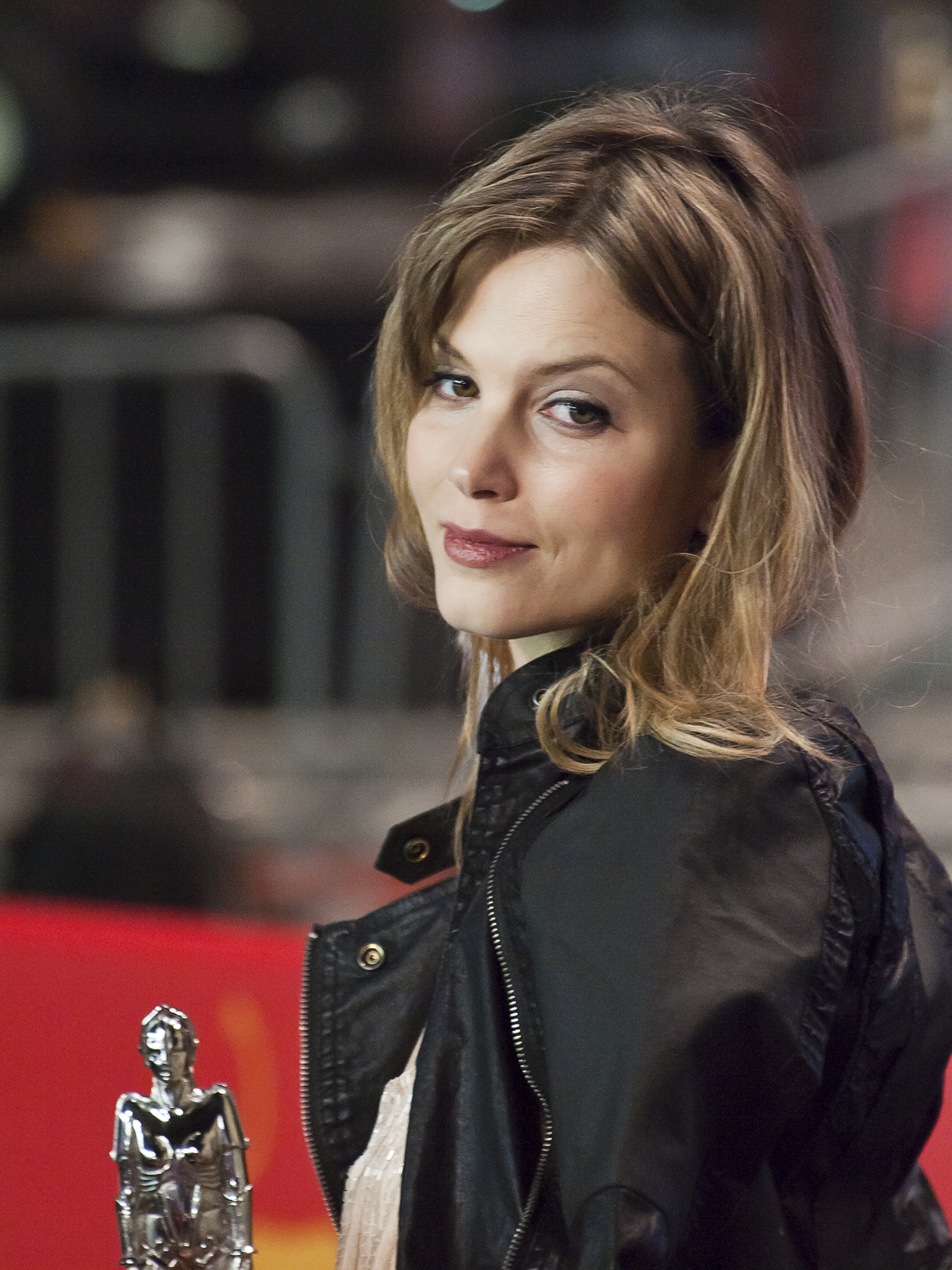
Sylvia Hoeks,
geboren in 1983

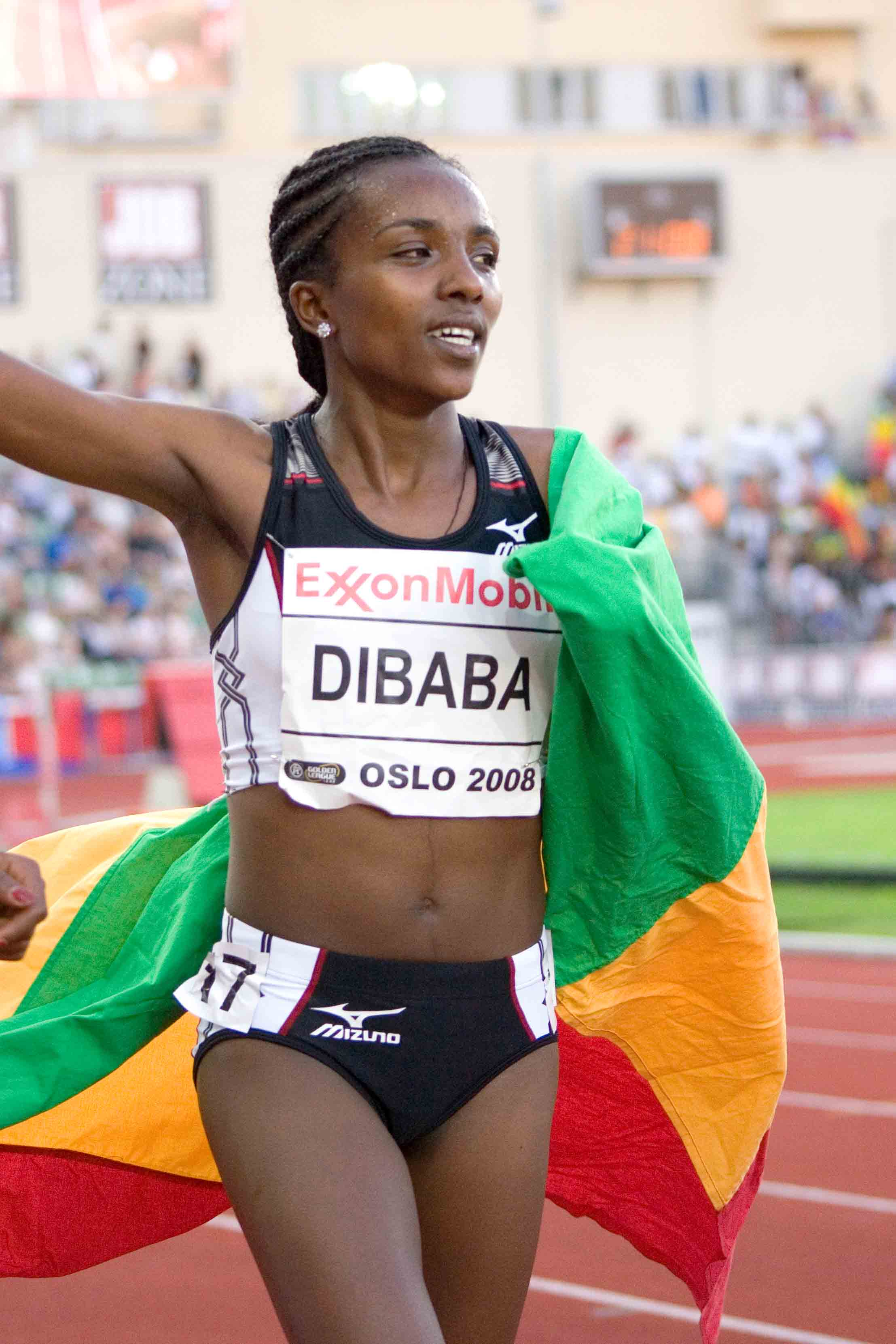
Tirunesh Dibaba,
geboren in 1985

- 1653 - Georg Muffat, Duits orgelcomponist (overleden 1704)
- 1704 - Johann Baptist Straub, Duits beeldhouwer (overleden 1784)
- 1754 - Ferdinand van Oostenrijk, Oostenrijks aartshertog (overleden 1806)
- 1765 - Laurentius Passchijn, Belgisch politicus (overleden 1849)
- 1780 - Carl von Clausewitz, Pruisisch generaal (overleden 1831)
- 1790 - Ferdinand Raimund, Oostenrijks schrijver (overleden 1836)
- 1796 - Sadi Carnot, Frans wiskundige (overleden 1832)
- 1800 - Charles Fremantle, Brits marineofficier waarnaar de West-Australische havenstad Fremantle is vernoemd (overleden 1869)
- 1801 - Brigham Young, Amerikaans theoloog (overleden 1877)
- 1804 - Michail Glinka, Russisch componist (overleden 1857)
- 1815 - Otto I, Grieks koning (overleden 1867)
- 1878 - John Masefield, Engels schrijver (overleden 1967)
- 1887 - Francisco Benitez, Filipijns universiteitsbestuurder (overleden 1951)
- 1890 - Frank Morgan, Amerikaans acteur (overleden 1949)
- 1892 - Amanoellah Khan, Afghaans koning (overleden 1960)
- 1892 - Hironori Otsuka, Japans grondlegger van de karatestijl Wado-ryu (overleden 1982)
- 1892 - Raffaele Paolucci, Italiaans militair (overleden 1958)
- 1892 - Hendrik Sangster, Nederlands architect (overleden 1971)
- 1901 - Joop ter Beek, Nederlands voetballer (overleden 1934)
- 1905 - Robert Newton, Brits acteur (overleden 1956)
- 1907 - Jan Patočka, Tsjechisch filosoof (overleden 1977)
- 1907 - Frank Whittle, Brits uitvinder van de straalmotor (overleden 1996)
- 1910 - Gyula Kállai, Hongaars politicus (overleden 1996)
- 1913 - Bill Deedes, Brits politicus en journalist (overleden 2007)
- 1914 - Frits Terwindt, Nederlands politicus (overleden 2008)
- 1915 - John Randolph, Amerikaans acteur (overleden 2004)
- 1916 - Jean Jérôme Hamer, Belgisch curiekardinaal (overleden 1996)
- 1917 - William Standish Knowles, Amerikaans scheikundige (overleden 2012)
- 1921 - Nilüfer Gürsoy, Turks politica (overleden 2024)
- 1921 - Nelson Riddle, Amerikaans bandleider (overleden 1985)
- 1922 - Joan Copeland, Amerikaans actrice (overleden 2022)
- 1922 - John Woodhouse, Nederlands accordeonist (overleden 2001)
- 1924 - Ward De Ravet, Belgisch acteur (overleden 2013)
- 1925 - Richard Erdman, Amerikaans acteur en regisseur (overleden 2019)
- 1926 - Andy Griffith, Amerikaans acteur (overleden 2012)
- 1926 - Marilyn Monroe, Amerikaans actrice (overleden 1962)
- 1927 - Willem Scholten, Nederlands politicus (overleden 2005)
- 1928 - Georgi Dobrovolski, Russisch kosmonaut (overleden 1971)
- 1928 - Isa van der Zee, Nederlands schilderes en tekenares
- 1929 - Nargis, Indiaas actrice (overleden 1981)
- 1930 - Edward Woodward, Engels acteur (overleden 2009)
- 1931 - Keith Campbell, Australisch motorcoureur (overleden 1958)
- 1932 - Jim Janssen van Raaij, Nederlands politicus en jurist (overleden 2010)
- 1933 - Ronny Rens, Surinaams journalist (overleden 2009)
- 1933 - Georges Salmon, Belgisch atleet (overleden 2023)
- 1933 - Charlie Wilson, Amerikaans politicus (overleden 2010)
- 1934 - Pat Boone, Amerikaans zanger
- 1935 - Norman Foster, Brits architect
- 1936 - Gerald Scarfe, Brits striptekenaar en illustrator
- 1937 - Morgan Freeman, Amerikaans acteur
- 1937 - Colleen McCullough, Australisch schrijver (overleden 2015)
- 1938 - Carlo Caffarra, Italiaans kardinaal-aartsbisschop van Bologna (overleden 2017)
- 1938 - Ugo Prinsen, Belgisch acteur (overleden 2004)
- 1939 - Cleavon Little, Amerikaans acteur (overleden 1992)
- 1940 - René Auberjonois, Amerikaans acteur (overleden 2019)
- 1940 - Kip Thorne, Amerikaans natuurkundige
- 1941 - Toyo Ito, Japans architect
- 1941 - Edo de Waart, Nederlands dirigent
- 1942 - Paco Peña, Spaans flamencogitarist
- 1943 - Richard Goode, Amerikaans pianist
- 1944 - Freddy Herbrand, Belgisch atleet
- 1945 - Ciska Peters, Nederlands zangeres
- 1945 - Frederica von Stade, Amerikaans mezzo-sopraan
- 1946 - Vera Beths, Nederlands violiste
- 1946 - Brian Cox, Schots acteur
- 1946 - Dirk Van Esbroeck, Belgisch zanger, muzikant en componist (overleden 2007)
- 1947 - Rini van Bracht, Nederlands biljarter
- 1947 - Wiel Kusters, Nederlands dichter en hoogleraar
- 1947 - Jonathan Pryce, Brits acteur
- 1947 - Konstantin Wecker, Duits zanger
- 1947 - Ron Wood, Brits gitarist
- 1948 - Powers Boothe, Amerikaans acteur (overleden 2017)
- 1948 - Tomáš Halík, Tsjechisch priester, filosoof, theoloog en hoogleraar
- 1948 - Paul Wuyts, Belgisch acteur (overleden 2012)
- 1950 - Charlene, Amerikaans zangeres
- 1950 - Annemarie Jorritsma, Nederlands politica
- 1950 - Ferdi Karmelk, Nederlands gitarist (overleden 1988)
- 1950 - Tom Robinson, Brits zanger
- 1952 - Godfried Dejonckheere, Belgisch atleet
- 1952 - Şenol Güneş, Turks voetballer en voetbalcoach
- 1953 - David Berkowitz, Amerikaans seriemoordenaar
- 1953 - Ted Field, Amerikaans filmproducent, ondernemer en autocoureur
- 1954 - Dirk De Maeseneer, Belgisch politicus
- 1955 - Joseph Lesecque, Belgisch atleet (overleden 2020)
- 1955 - Chiyonofuji Mitsugu, Japans sumoworstelaar (overleden 2016)
- 1955 - Lorraine Moller, Nieuw-Zeelands atlete
- 1955 - Tony Snow, Amerikaans journalist, politiek commentator en perschef van het Witte Huis (overleden 2008)
- 1956 - Patrick Besson, Frans schrijver, journalist en literatuurcriticus
- 1956 - Peter Tomka, Slowaaks ambassadeur en rechter
- 1956 - Frank Verhelst, Belgisch atleet
- 1957 - Alphadi, pseudoniem van Seidnaly Sidhamed, Nigerees modeontwerper
- 1957 - Yasuhiro Yamashita, Japans judoka
- 1958 - Nambaryn Enchbajar, Mongools politicus
- 1958 - Jochem Fluitsma, Nederlands muziekproducent
- 1958 - Rob Scholte, Nederlands kunstenaar
- 1958 - Gennadi Valjoekevitsj, Sovjet-Russisch/Wit-Russisch atleet (overleden 2019)
- 1959 - Martin Brundle, Brits autocoureur
- 1959 - Fiorenzo Treossi, Italiaans voetbalscheidsrechter
- 1960 - Simon Gallup, Engels bassist
- 1960 - Marcel Klarenbeek, Nederlands atleet
- 1960 - Vladimir Kroetov, Sovjet-Russisch ijshockeyer (overleden 2012)
- 1960 - Jelena Moechina, Russisch turnster (overleden 2006)
- 1961 - Rubén Espinoza, Chileens voetballer
- 1961 - Werner Günthör, Zwitsers atleet
- 1961 - John Huston, Amerikaans golfer
- 1961 - Peter Machajdík, Slowaaks componist
- 1961 - Jevgeni Prigozjin, Russisch zakenman, eigenaar van de Wagnergroep (overleden 2023)
- 1961 - Gabi Zange, Oost-Duits langebaanschaatsster
- 1962 - Bernice Notenboom, Nederlands klimaatjournaliste en filmmaakster
- 1963 - Vital Borkelmans, Belgisch voetballer
- 1963 - Ronald Vierbergen, Nederlands grafisch ontwerper en filmproducent
- 1964 - Shayne Burgess, Engels darter
- 1964 - Bruno Casanova, Italiaans motorcoureur
- 1964 - Marianne Florman, Deens handbalster
- 1964 - Peter Maes, Belgisch voetballer
- 1964 - Jainal Antel Sali jr., leider van de islamitische terreurorganisatie Abu Sayyaf (overleden 2007)
- 1965 - Larisa Lazoetina, Russisch langlaufster
- 1965 - Olga Nazarova, Russisch atlete
- 1965 - Nigel Short, Engels schaker
- 1966 - Abel Balbo, Argentijns voetballer
- 1966 - Mark Filip, Amerikaans minister
- 1966 - Sven Rothenberger, Duits-Nederlands dressuurruiter
- 1966 - Mauricio Soria, Boliviaans voetballer en voetbalcoach
- 1966 - Heike Warnicke, Duits schaatsster
- 1967 - Rick Peters, Amerikaans acteur
- 1967 - Roger Sanchez, Amerikaans dj
- 1968 - Ömer Döngeloğlu, Turks theoloog, schrijver, programmamaker en presentator (overleden 2020)
- 1968 - Jason Donovan, Australisch acteur en zanger
- 1968 - Karen Mulder, Nederlands fotomodel
- 1968 - Mathias Rust, Duits piloot
- 1968 - Elena Sedina, Italiaans schaakster
- 1969 - Andy Bloch, Amerikaans professioneel poker- en Blackjack-speler
- 1969 - Teri Polo, Amerikaans actrice
- 1970 - Marjon Keller, Nederlands zangeres
- 1971 - Vera Bergkamp, Nederlands homorechtenactiviste en politica
- 1971 - Ghil'ad Zuckermann, taalkundige en polyglot
- 1972 - Daniel Casey, Brits acteur
- 1972 - Miroslav König, Slowaaks voetbaldoelman
- 1972 - Wim Maes, Belgisch schaker
- 1973 - Frédérik Deburghgraeve, Belgisch zwemmer
- 1973 - Heidi Klum, Duits topmodel
- 1974 - Alanis Morissette, Canadees zangeres
- 1974 - Michael Rasmussen, Deens wielrenner
- 1975 - Frauke Petry, Duits politica
- 1976 - Marlon Devonish, Brits atleet
- 1977 - Sarah Wayne Callies, Amerikaans actrice
- 1978 - Alessandra Aguilar, Spaans atlete
- 1978 - Hasna Benhassi, Marokkaans atlete
- 1978 - Irina Dufour, Belgisch atlete
- 1978 - Antonietta Di Martino, Italiaans atlete
- 1978 - Aleksandar Šapić, Servisch waterpoloër
- 1979 - Simon J. Berger, Zweeds acteur
- 1979 - Markus Persson, Zweeds programmeur
- 1980 - Arne Dankers, Canadees schaatser
- 1980 - Oliver James, Brits acteur
- 1981 - Thorben Marx, Duits voetballer
- 1981 - Amy Schumer, Amerikaans comédienne, actrice, scenarioschrijfster en televisieproducent
- 1982 - Justine Henin, Belgisch tennisster
- 1983 - Lauren Breadmore, Australisch tennisster
- 1983 - Tetjana Hamera-Sjmyrko, Oekraïens atlete
- 1983 - Sylvia Hoeks, Nederlands actrice
- 1983 - Raffaëla Paton, Nederlands zangeres
- 1984 - Jean Beausejour, Chileens voetballer
- 1984 - Zhao Chengliang, Chinees atleet
- 1984 - Nathan Coe, Australisch voetballer
- 1984 - Takuya Izawa, Japans autocoureur
- 1984 - Darko Lukanović, Bosnisch-Kroatisch-Zweeds voetballer
- 1984 - Tuvshinbayar Naidan, Mongools judoka
- 1984 - David Neville, Amerikaans atleet
- 1984 - Olivier Tielemans, Nederlands autocoureur
- 1985 - Rodolph Austin, Jamaicaans voetballer
- 1985 - Tirunesh Dibaba, Ethiopisch atlete
- 1985 - Alina Motoc, Roemeens schaakster
- 1986 - Jorge Campillo, Spaans golfer
- 1986 - Anna Haag, Zweeds langlaufster
- 1987 - Iris Hesseling, Nederlands actrice en presentatrice
- 1987 - Yarisley Silva, Cubaans atlete
- 1987 - Bryan Staring, Australisch motorcoureur
- 1988 - Javier Hernández, Mexicaans voetballer
- 1988 - Christine and the Queens (Héloïse Létissier), Frans zangeres
- 1988 - Yaser Yıldız, Turks voetballer
- 1989 - Luka Bilbija, Bosnisch voetbalscheidsrechter
- 1989 - Gloria Kotnik, Sloveens snowboardster
- 1989 - Ariana Kukors, Amerikaans zwemster
- 1990 - Kenneth Vanbilsen, Belgisch wielrenner
- 1991 - Peter Callahan, Amerikaans/Belgisch atleet
- 1991 - Amy Pieters, Nederlands wielrenster
- 1992 - Luca Badr, Egyptisch voetballer
- 1992 - Olga García, Spaans voetbalster
- 1992 - Nattachak Hanjitkasen, Thais autocoureur
- 1992 - Gianmarco Tamberi, Italiaans atleet
- 1993 - Allison Beveridge, Canadees wielrenner
- 1993 - Noémie Happart, Belgisch model en Miss België 2013
- 1993 - Kelvin Mateus de Oliveira (Kelvin), Braziliaans voetballer
- 1994 - Giorgian De Arrascaeta, Uruguayaans voetballer
- 1994 - Angharad James-Turner, Welsh voetbalster
- 1994 - Joris van Overeem, Nederlands voetballer
- 1994 - Harold Preciado, Colombiaans voetballer
- 1995 - Carlos Castro García, Spaans voetballer
- 1995 - Stewart McSweyn, Australisch atleet
- 1995 - Peter John Stevens, Sloveens zwemmer
- 1995 - Jordi van den Bussche, Nederlands Youtuber
- 1996 - Matteo Cairoli, Italiaans autocoureur
- 1996 - Tom Holland, Brits acteur
- 1999 - Dmitri Aliev, Russisch kunstschaatser
- 1999 - Sun Jiaxu, Chinees freestyleskiër
- 1999 - Dorian Salhi, Frans-Algerijnse voetballer
- 1999 - Technoblade, Amerikaans youtuber (overleden 2022)
- 2000 - Ricardo Feller, Zwitsers autocoureur
- 2000 - Sofia Hublitz, Amerikaans actrice
- 2001 - Noè Ponti, Zwitsers zwemmer
- 2004 - Taylor Barnard, Brits autocoureur
- 2004 - Reda Belahyane, Marokkaans-Frans voetballer
- 2004 - Jonathan Guatibonza, Colombiaans wielrenner
- 2007 - Nicola Lacorte, Italiaans autocoureur
- 2008 - Pepijn Reulen, Nederlands voetballer

## Overleden

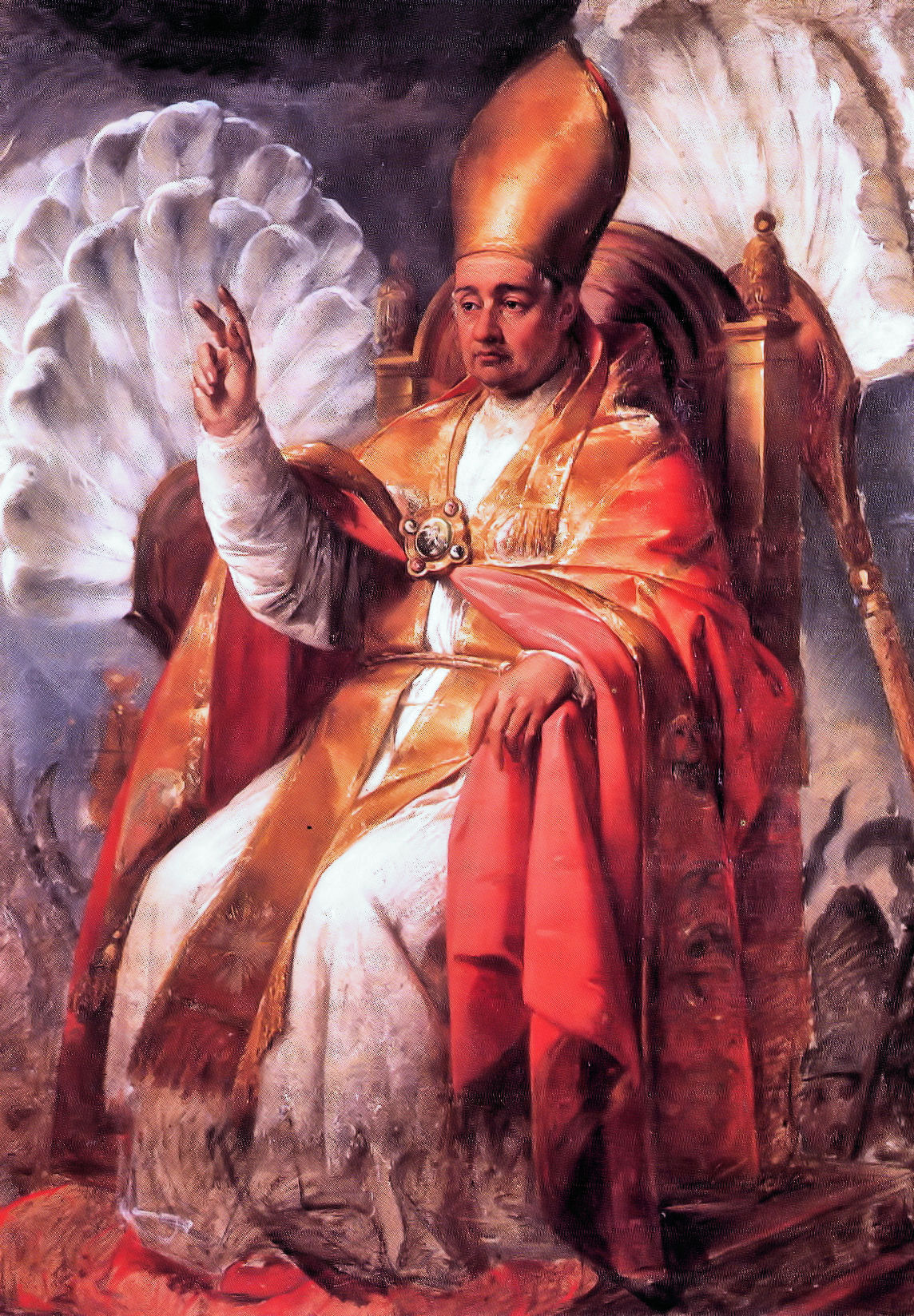
Paus Gregorius XVI,
overleden in 1846

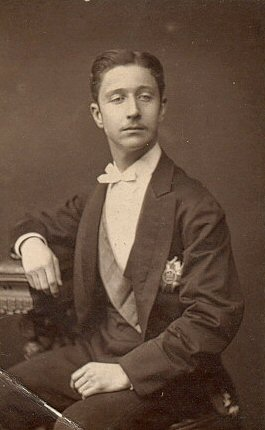
Napoleon Eugène Lodewijk Bonaparte,
overleden in 1879

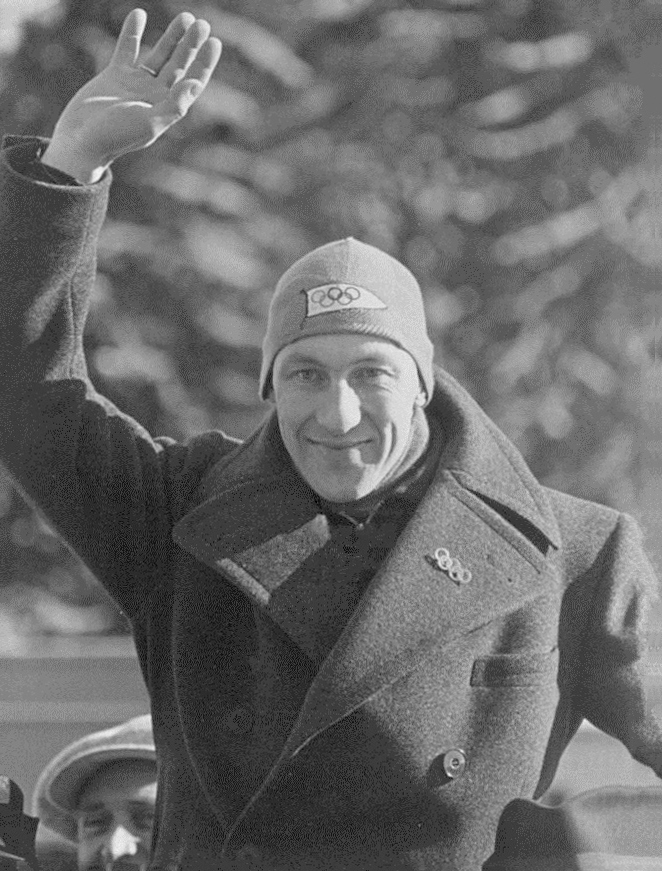
Ivar Ballangrud,
overleden in 1969

- 1191 - Filips van de Elzas, Graaf van Vlaanderen
- 1616 - Tokugawa Ieyasu (73), Japans shogun-leider
- 1660 - Mary Dyer (49), Engels quaker
- 1846 - Paus Gregorius XVI (80)
- 1864 - Hong Xiuquan (50), Chinees revolutionair
- 1868 - James Buchanan (77), vijftiende president van de Verenigde Staten
- 1879 - Napoleon Eugène Lodewijk Bonaparte (23), Frans keizerlijke prins
- 1912 - Daniel Burnham (65), Amerikaans stedenbouwkundige en architect
- 1927 - Lizzie Borden (66), Amerikaans verdachte
- 1938 - Ödön von Horváth (36), Hongaars-Duits schrijver
- 1945 - August Lindgren (61), Deens voetballer
- 1946 - Ion Antonescu (63), Roemeens maarschalk en politicus
- 1951 - Jose Alejandrino (80), Filipijns revolutionair generaal en senator
- 1952 - John Dewey (92), Amerikaans psycholoog
- 1955 - Hubert Verwilghen (71), Belgisch politicus
- 1960 - Paula Hitler (64), zus van Adolf Hitler
- 1965 - Curly Lambeau (67), Belgisch-Amerikaans football-speler en trainer
- 1965 - Richard Minne (73), Belgisch dichter en schrijver
- 1966 - Évariste Kimba (39), Congolees politicus
- 1968 - Helen Keller (87), Amerikaans blinde taalgeleerde
- 1969 - Ivar Ballangrud (65), Noors schaatser
- 1985 - Gaston Rebuffat (64), Frans bergbeklimmer
- 1986 - Jo Gartner (32), Oostenrijks autocoureur
- 1987 - Jef Cassiers (57), Belgisch acteur
- 1987 - Dolf Kamp (82), Nederlands burgemeester, dijkgraaf en schrijver
- 1987 - Domenico Piemontesi (84), Italiaans wielrenner
- 1988 - Peter Hurkos (77), Nederlands helderziende
- 1999 - Christopher Cockerell (88), Brits ingenieur en uitvinder
- 2001 - Koning Birendra (55) van Nepal
- 2001 - Nkosi Johnson (12), Zuid-Afrikaans aidspatiënt
- 2002 - Hansie Cronjé (32), Zuid-Afrikaans cricketer
- 2002 - Leo van der Zalm (60), Nederlands dichter
- 2003 - Joe Harris (59), Belgisch zanger
- 2006 - Hans de Haan (81), Nederlands politicus
- 2006 - Rocío Jurado (51), Spaans zangeres en actrice
- 2007 - Kasma Booty (75), Maleisisch actrice
- 2007 - Tony Thompson (31), Amerikaans R&B- en soulzanger
- 2008 - Tommy Lapid (76), Israëlisch journalist, columnist, publicist, televisiepresentator, (sport)bestuurder en politicus
- 2008 - Yves Saint Laurent (71), Frans modeontwerper
- 2009 - Thomas Berry (94), Amerikaans theoloog en cultuurhistoricus
- 2009 - Pedro Luís van Orléans-Braganza (26), Braziliaans prins
- 2009 - Dirk du Toit (65), Zuid-Afrikaans politicus
- 2010 - Andrej Voznesenski (77), Russisch dichter
- 2011 - Munir Dar (76), Pakistaans hockeyer
- 2012 - Pádraig Faulkner (94), Iers politicus
- 2013 - Miel Cools (78), Belgisch zanger en muzikant
- 2013 - Marc van Uchelen (42), Nederlands acteur, regisseur en producent
- 2014 - Ann B. Davis (88), Amerikaans actrice
- 2014 - Jay Lake (49), Amerikaans schrijver
- 2015 - Charles Kennedy (55), Brits politicus
- 2015 - Nicholas Liverpool (80), Dominicaans president
- 2015 - Kurt Löb (89), Nederlands kunstenaar
- 2015 - Jean Ritchie (92), Amerikaans auteur, artiest en componist
- 2016 - Leonard Boyle (85), Nieuw-Zeelands bisschop
- 2016 - David Spielberg (77), Amerikaans acteur
- 2017 - Tankred Dorst (91), Duits dramaturg en regisseur
- 2017 - Alois Mock (82), Oostenrijks politicus
- 2017 - Roberto De Vicenzo (94), Argentijns golfer
- 2017 - Hans Pont (78), Nederlands vakbondsbestuurder
- 2018 - Robert Clotworthy (87), Amerikaans schoonspringer
- 2018 - Jaap M. Hemelrijk (92), Nederlands archeoloog
- 2018 - John Julius Norwich (88), Brits historicus en televisiepersoonlijkheid
- 2019 - Karel Deurloo (83), Nederlands theoloog
- 2019 - Guido Kopp (53), Duits voetballer
- 2019 - José Antonio Reyes (35), Spaans voetballer
- 2019 - Michel Serres (88), Frans filosoof
- 2020 - Myroslav Skoryk (81), Oekraïens componist en musicoloog
- 2021 - Paula Sémer (96), Belgisch radio- en tv-presentatrice
- 2021 - Amadeus van Savoye (77), Italiaans hertog
- 2022 - Leroy Williams (81), Amerikaans jazzdrummer
- 2023 - Margit Carstensen (83), Duits actrice
- 2023 - Cees Loffeld (77), Nederlands voetbaltrainer en -scout
- 2023 - Philippe Pozzo di Borgo (72), Frans ondernemer en telg van de familie Pozzo di Borgo
- 2023 - Henri Pronker (66), Nederlands stringskater
- 2023 - Cynthia Weil (82), Amerikaans componiste en muziekproducente
- 2023 -  Mike Batayeh (52), Amerikaans acteur
- 2024 - Harry van Hoof (81), Nederlands dirigent, componist en arrangeur
- 2024 - Ruth Maria Kubitschek (92), Duits-Zwitsers actrice
- 2024 - Q.S. Serafijn (64), Nederlands beeldhouwer, installatiekunstenaar, fotograaf en schrijver
- 2024 - Artoer Tsjilingarov (84), Russisch wetenschapper, politicus en geograaf
- 2025 - Jonathan Joss (59), Amerikaans acteur

## Viering/herdenking

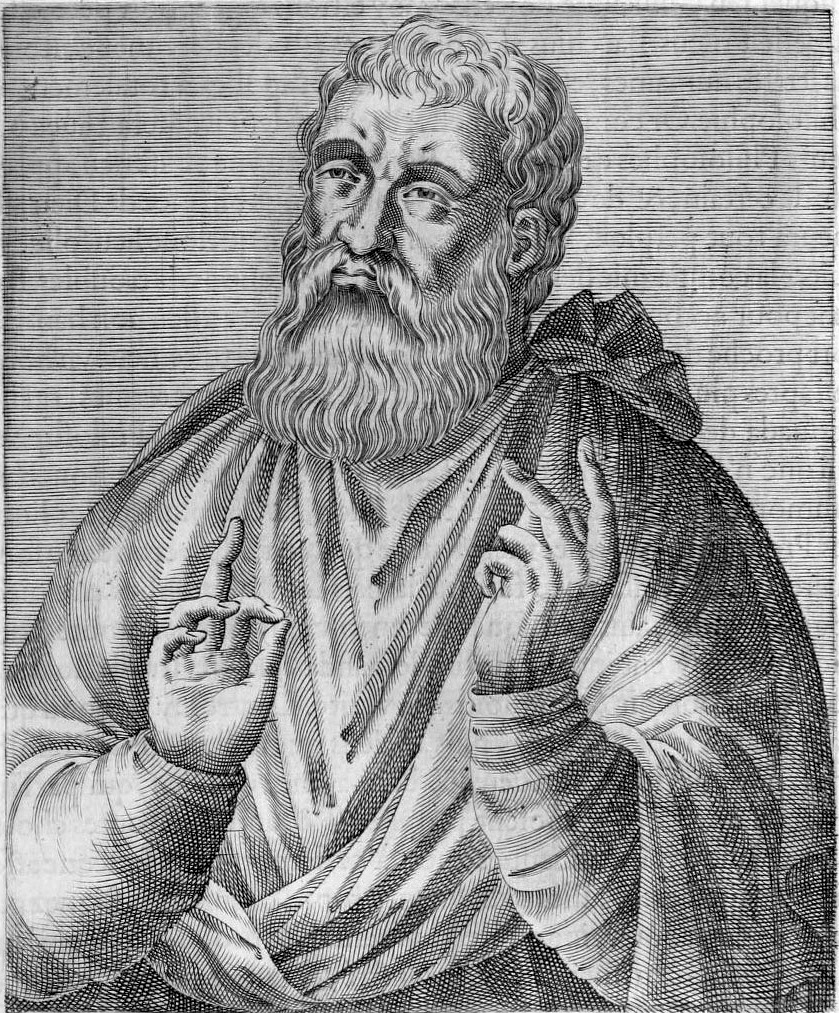
H. Justinus de Martelaar

- Samoa: Onafhankelijkheidsdag (1962)
- Kinderdag
- rooms-katholieke kalender:
  - Heilige Justinus (de Martelaar) († c. 165) - Gedachtenis
  - Heilige Pamfiel en gezellen († c. 309)
  - Heilige Ronan
  - Zalige Theobald(us) (Roggeri) (van Alba) († 1150)
  - Heilige Ko(e)nr(a)ad van Trier († 1066)
  - Heilige Candida van Whitchurch († c. 1000)
  - Heilige Annibale Maria di Francia († 1927)
  - Zalige Giovanni Battista Scalabrini († 1905)
  - Heilige Simeon van Trier († 1035)

## Weerextremen

### Nederland
| | Officiële records | Officiële records | Officiële records |      | Landelijke records | Landelijke records | Landelijke records |
| Gebeurtenis | Jaar              | Extreem           | Locatie           | Jaar | Extreem            | Locatie            |                    |
| --- | ----------------- | ----------------- | ----------------- | ---- | ------------------ | ------------------ | ------------------ |
| Laagste etmaalgemiddelde temperatuur (°C) | 1975              | 7,3               | De Bilt           |      | 1975               | 6,3                | Deelen, Eelde      |
| Hoogste etmaalgemiddelde temperatuur (°C) | 1947              | 22,3              | De Bilt           |      | 1947               | 25,0               | Eelde              |
| Laagste minimumtemperatuur (°C) | 1936              | 0,0               | De Bilt           |      | 1975               | −0,4               | Deelen             |
| Hoogste minimumtemperatuur (°C) | 1947              | 16,1              | De Bilt           |      | 1947               | 18,3               | Vlissingen         |
| Laagste maximumtemperatuur (°C) | 1962              | 11,5              | De Bilt           |      | 1953               | 10,0               | De Kooy            |
| Hoogste maximumtemperatuur (°C) | 1947              | 30,0              | De Bilt           |      | 1947               | 32,2               | Eelde              |
| Hoogste uurgemiddelde windsnelheid (m/s) | 1924, 1946        | 10,8              | De Bilt           |      | 1964               | 17,5               | De Kooy            |
| Hoogste windstoot (m/s) | 1953              | 17,5              | De Bilt           |      | 1984               | 22,6               | Schiphol           |
| Langste zonneschijnduur (uur) | 1903              | 16,3              | De Bilt           |      | 1903               | 16,3               | De Bilt            |
| Langste neerslagduur (uur) | 1948              | 6,4               | De Bilt           |      | 1973               | 15,9               | Maastricht         |
| Hoogste etmaalsom van de neerslag (mm) | 1927              | 27,8              | De Bilt           |      | 2016               | 64,0               | Arcen              |
| Laagste etmaalgemiddelde relatieve vochtigheid (%) | 1934              | 38                | De Bilt           |      | 1911               | 36                 | Eelde              |
| Laagste uurwaarde luchtdruk op zeeniveau (hPa) | 1946              | 993,2             | De Bilt           |      | 1946               | 991,1              | De Kooy            |
| Hoogste uurwaarde luchtdruk op zeeniveau (hPa) | 2011              | 1032,4            | De Bilt           |      | 2011               | 1032,9             | De Kooy            |
| Officiële records worden altijd gemeten op het KNMI-weerstation in De Bilt. Landelijke records kunnen worden gemeten op elk officieel KNMI-weerstation in Nederland. |                   |                   |                   |      |                    |                    |                    |

Uitzonderlijke gebeurtenissen
- 1909 - Officieel hoogste maximumtemperatuur in °C van het jaar gemeten in De Bilt: 26,8
- 1927 - Stormramp van 1927
- 1934 - Officieel maandrecord laagste etmaalgemiddelde relatieve vochtigheid in % van juni gemeten in De Bilt: 38
- 1934 - Eerste officiële zomerse dag van het jaar (maximumtemperatuur ≥ 25 °C in De Bilt)
- 1936 - Officieel maandrecord laagste minimumtemperatuur in °C van juni gemeten in De Bilt: 0,0
- 1947 - Eerste officiële tropische dag van het jaar (maximumtemperatuur ≥ 30 °C in De Bilt)
- 1958 - Eerste officiële zomerse dag van het jaar (maximumtemperatuur ≥ 25 °C in De Bilt)
- 1970 - Eerste officiële zachte dag van het jaar (maximumtemperatuur ≥ 15 °C in De Bilt). Dit is de meest late datum waarop de eerste officiële zachte dag is gemeten
- 1975 - Landelijk maandrecord laagste etmaalgemiddelde temperatuur in °C van juni gemeten in Deelen en Eelde: 6,3
- 1983 - Eerste officiële zomerse dag van het jaar (maximumtemperatuur ≥ 25 °C in De Bilt)
- 2019 - Eerste officiële zomerse dag van het jaar (maximumtemperatuur ≥ 25 °C in De Bilt)
- 2021 - Eerste officiële zomerse dag van het jaar (maximumtemperatuur ≥ 25 °C in De Bilt)
- 2023 - Officieel laagste etmaalgemiddelde temperatuur in °C van juni dit jaar gemeten in De Bilt: 12,5
- 2023 - Landelijk laagste etmaalgemiddelde temperatuur in °C van juni dit jaar gemeten in Hoorn Terschelling: 11,0
- 2023 - Officieel laagste maximumtemperatuur in °C van juni dit jaar gemeten in De Bilt: 16,5
- 2023 - Landelijk laagste maximumtemperatuur in °C van juni dit jaar gemeten in Leeuwarden: 12,8
- 2023 - Landelijk hoogste uurwaarde luchtdruk op zeeniveau in hPa van juni dit jaar gemeten in Vlieland: 1026,0

### België
Dagrecords
- 1975 - Laagste etmaalgemiddelde temperatuur 6,7 °C
- 1947 - Hoogste etmaalgemiddelde temperatuur 25,7 °C
- 1936 - Laagste minimumtemperatuur 0,3 °C[9]
- 1947 - Hoogste maximumtemperatuur 32,3 °C
- 1964 - Hoogste etmaalsom van de neerslag 22,8 mm

Uitzonderlijke gebeurtenissen
- 1903 - Tussen Louette-Saint-Pierre en het bos van Saint-Jean, nabij Gedinne, vallen er tijdens onweersbuien echte ijsblokjes uit de lucht, zodat er een laag van 35 cm ijs ontstaat.
- 1927 - Tornado in Laken (Brussel) veroorzaakt schade aan daken en bomen.
- 1975 - Minimumtemperatuur −2,8 °C in Rochefort.

<< · 1 · 2 · 3 · 4 · 5 · 6 · 7 · 8 · 9 · 10 · 11 · 12 · 13 · 14 · 15 · 16 · 17 · 18 · 19 · 20 · 21 · 22 · 23 · 24 · 25 · 26 · 27 · 28 · 29 · 30 · >>